# Freddie Wong
Frederick Wong, más conocido como Freddie Wong, es un cineasta estadounidense, músico, experto en VFX y jugador de e-Sports. Fundador de dos famosos canales de Youtube, freddiew y freddiew2, que, actualmente, sigue abasteciéndolos con videos. Es el hermano mayor de  Jimmy Wong.

## Biografía
Wong se graduó en Lakeside School. Más tarde, asistió y se graduó en la Universidad del Sur de California, en la Escuela de Artes Cinematográficas. En la actualidad, posee y gestiona Overcrank Media, una compañía de producción especializada en cine y videos en línea, habiendo ya producido una película independiente titulada Bear. Wong conoció a su futuro colaborador, Brandon Laatsch, en la universidad. Han colaborado con varios artistas de Hollywood y con muchas grandes empresas de desarrollo de videojuegos.

## Logros
Wong participó en los World Series of Video Games en Dallas, en julio de 2007. Ganó el primer premio en el concurso Guitar Hero 2, tocando la canción "Less Talk More Rokk" de Freezepop, "Psychobilly Freakout" de Reverend Horton Heat, "(Push Push) Lady Lightning" de Bang Camaro y "YYZ" de Rush.
Durante la celebración de la "Gamer's Week" de MTV, en noviembre de 2007, Freddie apareció como invitado en Total Request Live. La participación en el programa con su recién formada banda, Hellanor Brozevelt, hizo que Wong formara parte de una búsqueda en todo el país para encontrar a la mejor banda de Rock. Después de recibir la tutela de los reconocidos roqueros Good Charlotte, Brozevelt actuó en el Hard Rock Cafe en Nueva York.
Para el lanzamiento del grupo de rock, la banda Hellanor Brozevelt recibió el encargo de tocar en el Best Buy, en Hollywood.
Freddie Wong actuó en su primer (y último) Youtube Live en San Francisco, el 22 de noviembre de 2008.
Mantiene su propio canal en Youtube, con un total de 821 millones de visitas y 5,1 millones de suscriptores. Posee el sexto canal de Youtube más suscrito. Ha conseguido atraer la atención de gente destacada como Andy Whitfield† que apareció en un video tributo de Time Crisis, Kevin Pollak en un truco de hipnotismo, Shenae Grimes en una escena de acción romántica, Ray William Johnson en una masacre troll, Eliza Dushku en una escena de acción y Jon Favreau en un video basado en Cowboys & Aliens.
En 2010 ayudó a Joe Penna (MysteryGuitarMan) a rodar un anuncio de McDonald's.

## Filmografía
| Serie de televisión | Serie de televisión    | Serie de televisión | Serie de televisión                        |
| Año                 | Título                 | Personaje           | Otras Notas                                |
| ------------------- | ---------------------- | ------------------- | ------------------------------------------ |
| 2011                | Chuck                  | Freddie             | Aparición en el "Chuck Versus the Hack Off |
| 2012                | Video Game High School | Freddie Wong        | serie web                                  |